# Atifete Jahjaga
Atifete Jahjaga (Đakovica, Yugoslavia, 20 de abril de 1975) es una política albanokosovar que fue la tercera presidenta de Kosovo. Fue la primera presidenta de Kosovo, la primera candidata independiente en ocupar el cargo y la jefa de Estado más joven en ser elegida. Antes de su presidencia, Jahjaga fue subdirectora de la Policía de Kosovo,  con el rango de teniente coronel general, el más alto alcanzado por una oficial en el sureste de Europa.

## Biografía

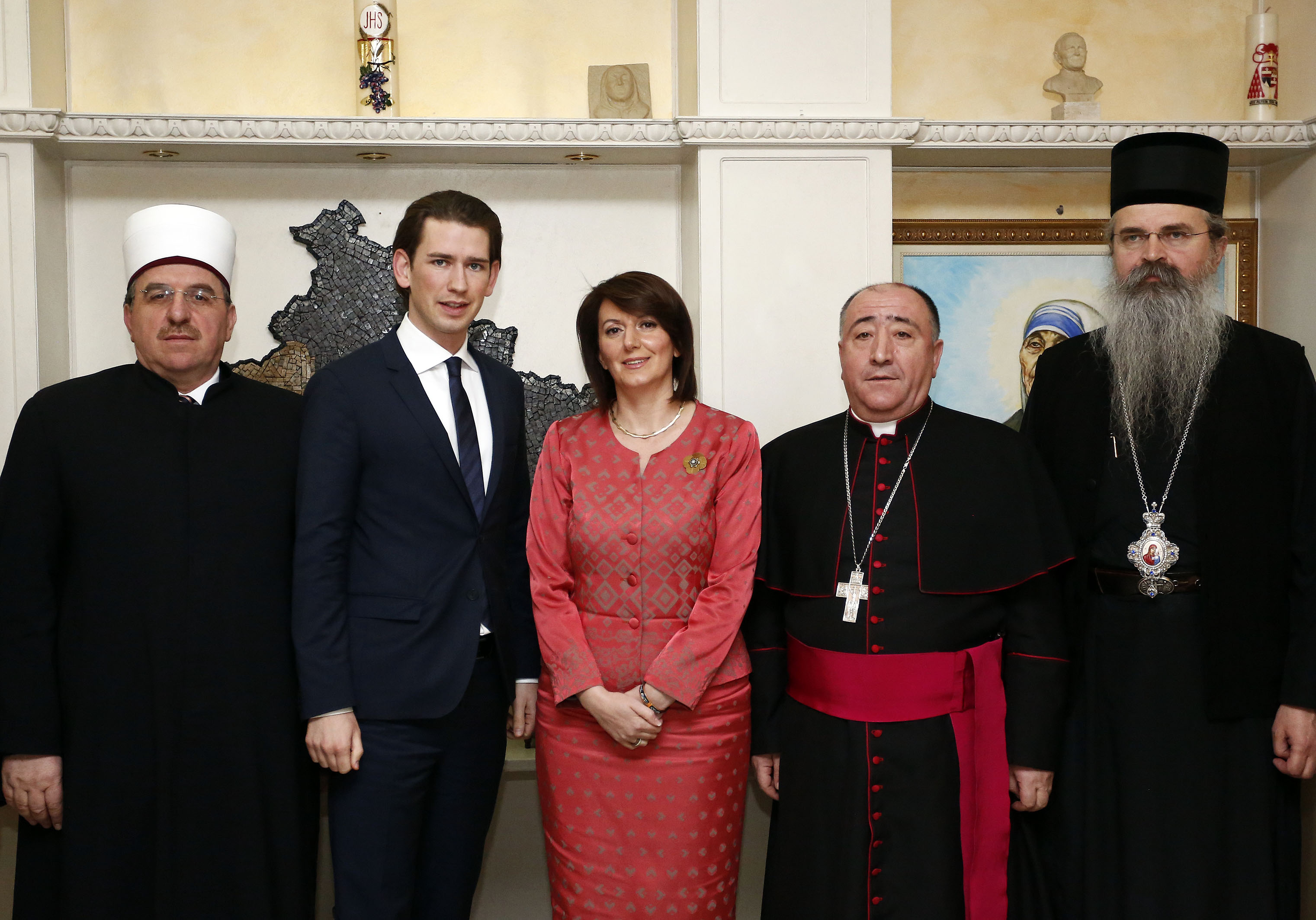
Jahjaga con líderes religiosos.

Jahjaga nació en Gjakova, que entonces formaba parte de la República Federativa Socialista de Yugoslavia. Su ascendencia paterna proviene de Berisha, en el norte de Albania.  Completó su educación primaria y secundaria en Gjakova y se graduó en Derecho por la Universidad de Pristina en 2000.  En el curso 2006/07, completó un programa de posgrado y certificación en gestión policial y derecho penal en la Universidad de Leicester, Reino Unido.  Jahjaga también recibió formación profesional en el Centro Europeo de Estudios de Seguridad George C. Marshall en Alemania, la Academia Nacional del FBI en Estados Unidos y obtuvo un certificado de posgrado en Ciencias Criminales por la Universidad de Virginia en 2007.
Está casada con Astrid Kuçi y viven en Pristina.

## Trayectoria
Después de la Guerra de Kosovo, Jahjaga completó la Academia de Policía de Kosovo para convertirse en oficial y fue ascendido gradualmente a través de los rangos, inicialmente a mayor, luego a coronel y finalmente a mayor general.
Jahjaga fue subdirectora de la Policía de Kosovo y ocupó brevemente el cargo de directora general interina en 2010. Durante su estancia en la Policía de Kosovo, recibió la atención de oficiales y diplomáticos estadounidenses, que la presentaron ante altos funcionarios estadounidenses en ocasiones especiales como representante de una nueva generación de funcionarios kosovares.
Jahjaga ha tenido una larga trayectoria como política, llegando a subdirectora de la Policía de Kosovo con el rango de mayor general. Con dicha posición, llegó a ser la mujer de mayor rango dentro de las fuerzas policiales de Europa Sudoriental.

## Presidenta de Kosovo
El 6 de abril de 2011, fue nominada como candidata de consenso a la presidencia de la República de Kosovo por parte del Partido Democrático, la Alianza por un Nuevo Kosovo y la Liga Democrática de Kosovo, luego de que Behgjet Pacolli debiese abandonar el cargo el 30 de marzo de 2011 al ser anulada su elección por el Tribunal Constitucional de Kosovo. Al día siguiente, Jahjaga fue elegida en primera vuelta por la Asamblea de Kosovo. De los 100 parlamentarios, 80 votaron por Jahjaga y 10 por Suzan Novoberdali. En su discurso inaugural, Jahjaga manifestó que uno de sus objetivos sería asegurar la inserción de Kosovo como miembro a la Unión Europea y las Naciones Unidas.
Aunque Jahjaga tenía una reputación positiva como comandante de policía, surgió de un relativo anonimato como candidata al cargo más alto del estado, ya que muchas figuras públicas y políticas desconocían sus opiniones políticas. El 7 de abril de 2011, Jahjaga fue elegida presidenta en la primera vuelta de la Asamblea de la República de Kosovo . De los 100 diputados presentes, 80 votaron a favor de Jahjaga, mientras que 10 votaron por Suzan Novoberdali .  Sigue siendo la única presidenta elegida en la primera vuelta. El primer presidente de Kosovo, Ibrahim Rugova , recibió más votos, tras ser nombrado por el Parlamento en 2002 con 88 votos a favor y 3 en contra en la tercera vuelta.
En su discurso inaugural, Jahjaga enfatizó su principal objetivo como presidenta: guiar a Kosovo por un camino seguro hacia la adhesión a la Unión Europea y las Naciones Unidas . Afirmó: «El ideal de todo Kosovo es la pertenencia a la UE y una amistad permanente con Estados Unidos. Creo y estoy convencida de que nuestros sueños se harán realidad». 